# Chronologie de Malte
Cette chronologie de l'histoire de Malte nous donne les clés pour mieux comprendre l'histoire de Malte, l'histoire des peuples qui ont vécu ou vivent dans l'actuel Malte.

## Néolithique
- fin VIe millénaire av. J.-C. - début Ve millénaire av. J.-C. : début du peuplement de Malte, par des agriculteurs, sous influence culturelle de la Sicile[1],[2].

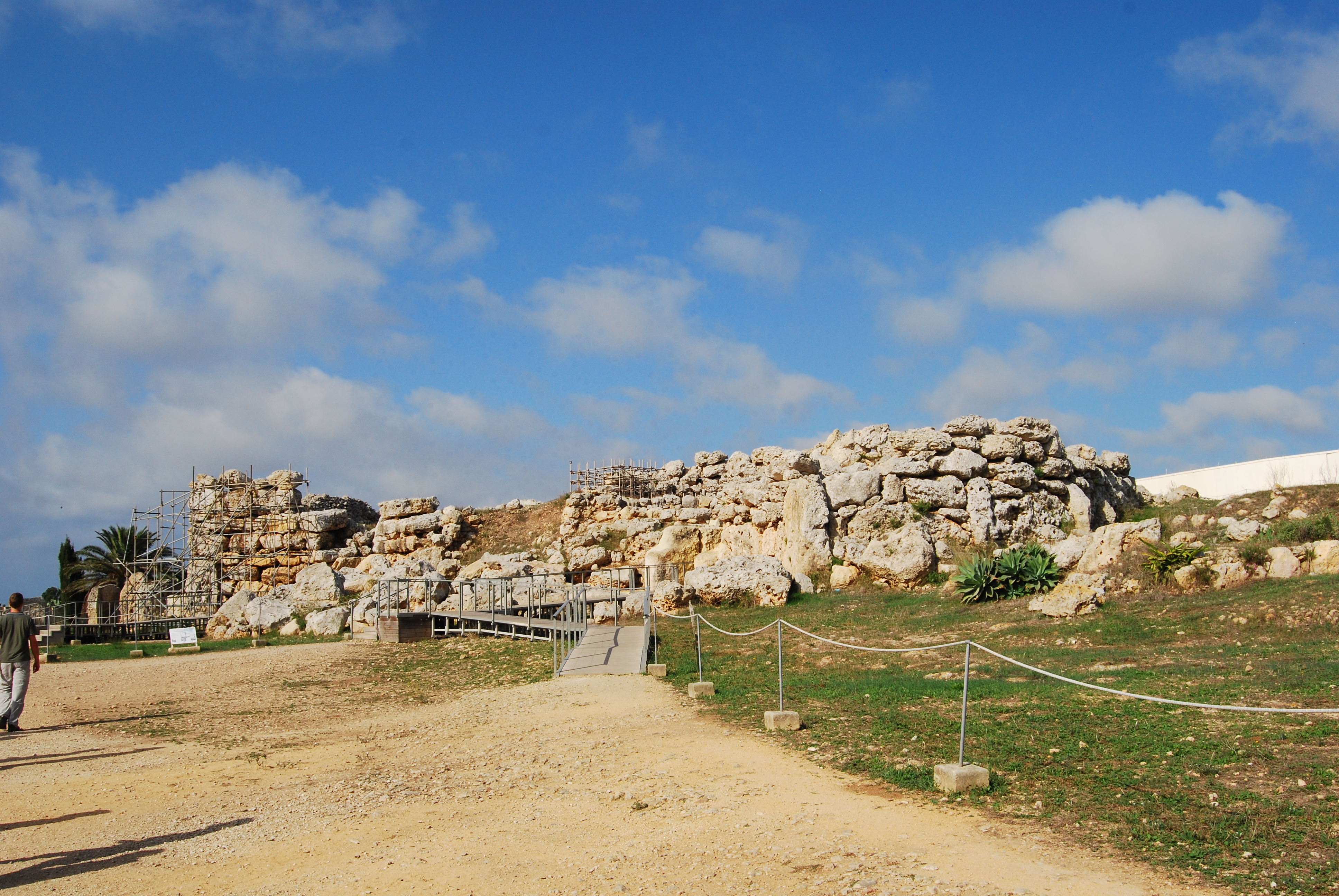
Temple mégalithique de Ġgantija à Gozo, Malte

- 5000-4300 av. J.-C.: phase de Għar Dalam : habitations construites[3].
- 4500-4100 av. J.-C. : phase de Skorba : céramique grise puis rouge[3].
- vers 4000 av. J.-C. : première figurines féminines à Malte[2].
- 4100-3800 av. J.-C. : phase Zebbug : céramique originale et architecture mégalithique spécifique[2],[3].
- 3800-3600 av. J.-C. : phase Mġarr[3].
- 3600-3200 av. J.-C. : phase Ġgantija[3].
- 3300-3000 av. J.-C. : phase Saflieni[3], creusement de l'hypogée de Ħal Saflieni[2].
- deuxième moitié du IVe millénaire av. J.-C. : temples mégalithiques de Ġgantija, de Mnajdra et de Ħaġar Qim[1],[2], les plus anciens temples en pierre du monde[1].
- Cercle de pierres de Xagħra[2],[3].
- 3000-2500 av. J.-C. ou 2200 av. J.-C.; phase Tarxien[3], temple mégalithique de Ħal Tarxien[4],[2].
- fin IIIe millénaire av. J.-C. : effondrement de la civilisation des temples maltais, pour des raisons inconnues[1].
- 2400-1500 av. J.-C. : phase du cimetière de Tarxien[3], émergence de la métallurgie à Malte[2], par l'arrivée de populations guerrières maîtrisant la métallurgie du bronze[1].
- 1500-1000 av. J.-C. ou 700 av. J.-C. : phase Borġ in-Nadur[3].

## Antiquité

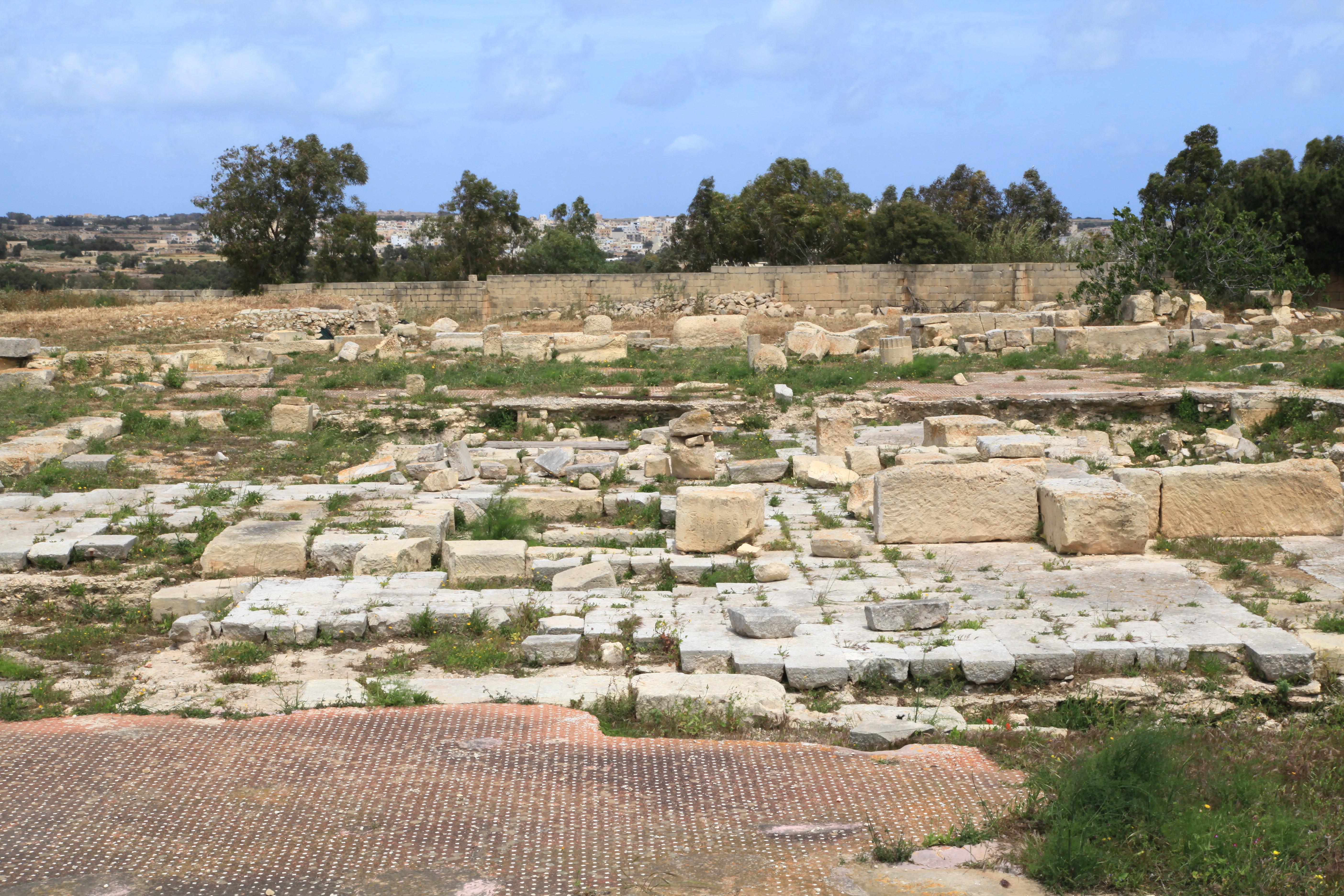
Le site archéologique de Tas-Silġ.

- 1000-750 av. J.-C. : premiers contacts des Phéniciens avec Malte[3].
- VIIIe siècle av. J.-C. : les Phéniciens puis les Carthaginois s'installent à Malte[1],[5],[3].
- Développement du sanctuaire de Tas-Silġ[5].
- Début du IIIe siècle av. J.-C. : influence hellénistique à Malte, qui devient un lien commercial entre la Grande-Grèce et la Tripolitaine[5].
- 225 av. J.-C.: razzia romaine à Malte[5].
- 218 av. J.-C.: les Romains prennent Malte aux Carthaginois. Malte est incorporée au monde romain[5],[3].
- Ier siècle av. J.-C. : Cicéron décrit Malte comme tranquille et prospère[5].
- 125-80 av. J.-C. : construction de la Domus Romana[3].
- début VIe siècle : Malte dans l'empire d'Orient[5].

## Moyen Âge
- 870 : conquête de Malte par les musulmans[6].
- 1048-1049 : mention d'une expulsion des chrétiens et d'un repeuplement par les musulmans[7].
- 1091 : conquête de Malte par les Normands de Sicile[8] dirigés par le comte Roger Ier de Sicile[9]. La population reste musulmane mais doit lui verser un tribut annuel[6].

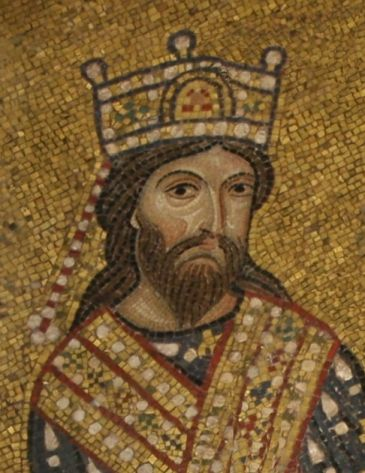
Roger II de Sicile, détail de la mosaïque « Roger couronné roi par le Christ », église de la Martorana, Palerme.

- 1127 : conquête durable de Malte par les Normands de Sicile dirigés par Roger II (roi de Sicile). Les Maltais restent majoritairement musulmans[6].
- 1192 : Malte passe sous le contrôle de comtes génois, sous l'autorité des rois de Sicile[6].

- après 1220 : politique de Frédéric II (empereur du Saint-Empire) d'intégration de l'administration de Malte au sein du royaume de Sicile et d'attaques envers la population musulmane de Malte, qui se convertit massivement au christianisme, en conservant sa langue et sa culture arabe[6].
- 1249 : expulsion des derniers musulmans[7].
- 1270 : Malte passe sous la domination du nouveau roi de Sicile, Charles Ier d'Anjou[6].
- 1282 : les Maltais soutiennent le soulèvement des Vêpres siciliennes contre Charles Ier d'Anjou[6]. Comme le reste du royaume de Sicile, Malte appartient ensuite à la dynastie aragonaise[10].
- 1283 : victoire de la flotte aragonaise sur la flotte angevine[9].
- 1390-1420 : apogée médiéval de la guerre de course maltaise[10].
- XVe siècle : plus ancien texte écrit en langue maltaise, une cantilène de vingt vers[7].

## XVIesiècle

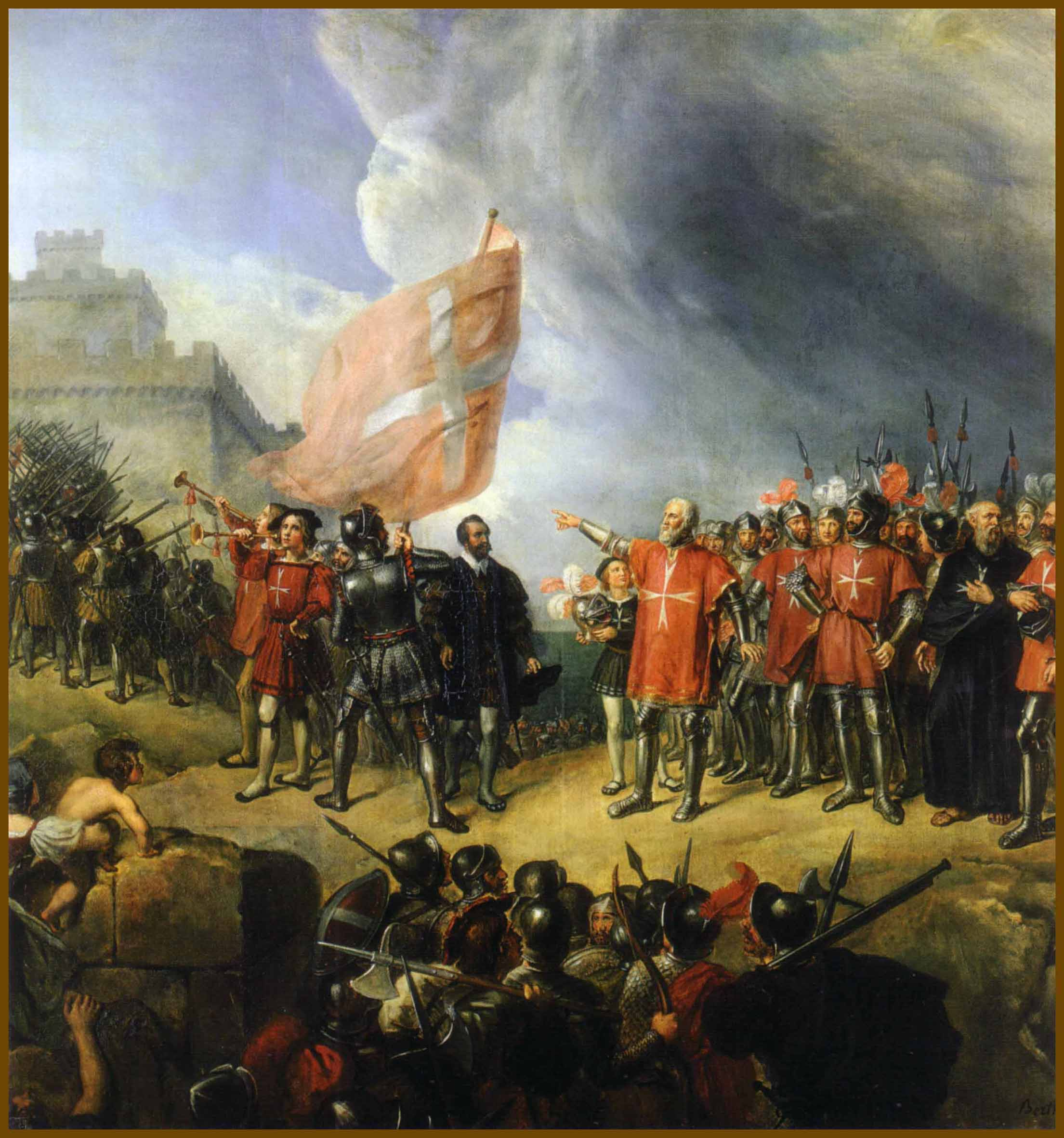
Prise de Malte en 1530 par Philippe de Villiers de L'Isle-Adam, grand maître de l'Ordre.

- 24 mars 1530 : Charles Quint donne Malte aux chevaliers de l'ordre de Saint-Jean-de Jérusalem chassés de Rhodes en 1522 par les Ottomans[8],[11],[12].
- 26 octobre 1530 : Les chevaliers de l'ordre de Saint-Jean-de Jérusalem prennent possession de Malte[11],[13], qui a alors 15 000 habitants[14].
- 1550 : début de la construction du fort Saint-Elme[15].
- 18 juillet 1551 - 30 juillet 1551 : razzia ottomane à Gozo[13].
- 18 mai 1565 - 11 septembre 1565 : Grand siège de Malte par les Ottomans, qui échouent à prendre l'île[16],[17],[13]. C'est le coup d'arrêt de l'expansion ottomane en Méditerranée occidentale[18].

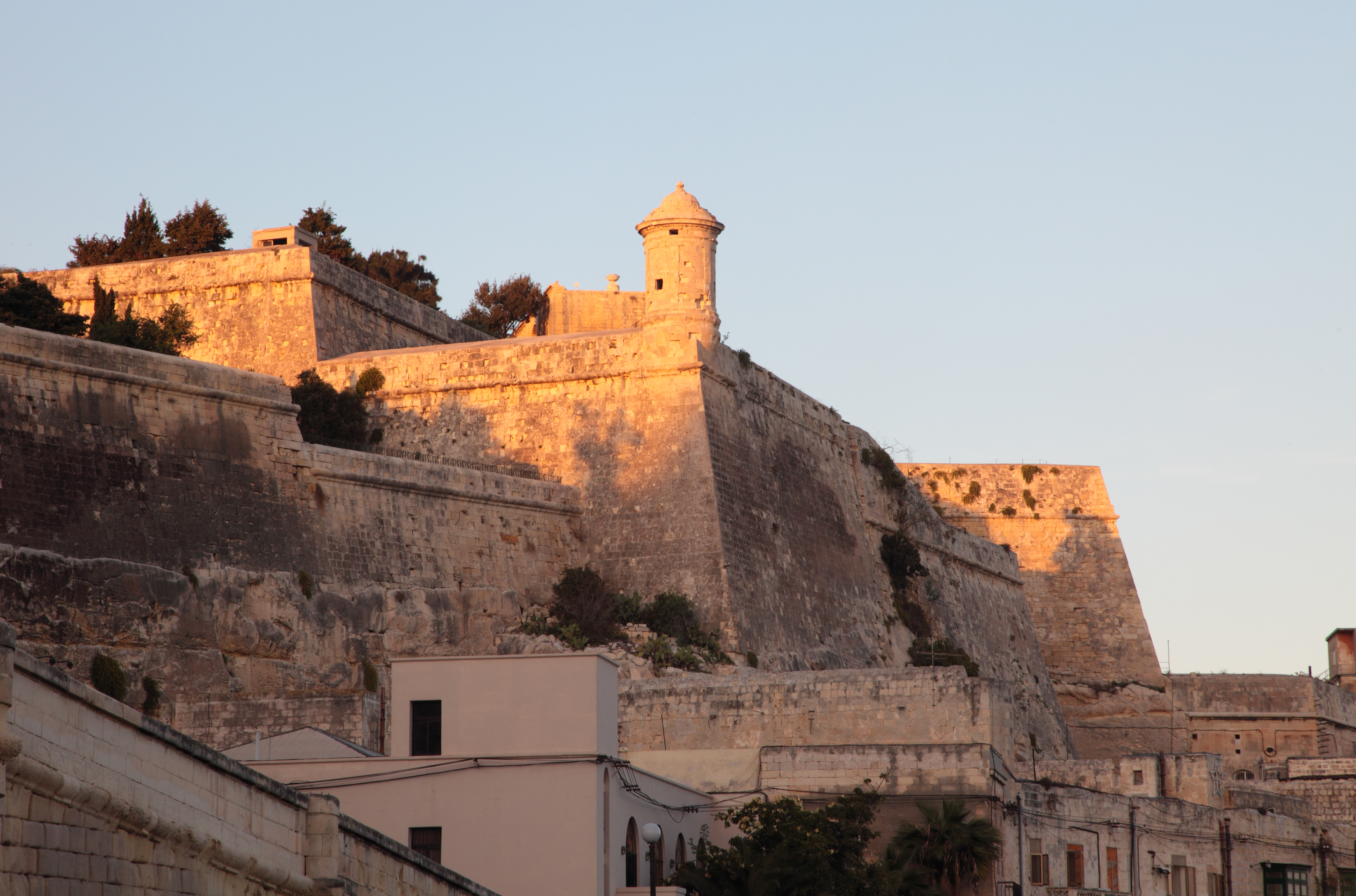
Fortifications de La Valette au coucher du soleil

- Fortifications de La Valette au coucher du soleil1566-1571 : construction de La Valette[19],[15],[13].
- 1574 : les chevaliers de Malte font construire à La Valette le plus grand hôpital d'Europe[14].
- 1590 : un dénombrement estime la population de Malte et Gozo à environ 20 000 habitants[13].
- XVIe siècle : l'italien devient la langue d'expression écrite à Malte, le maltais restant oral[7].

## XVIIesiècle

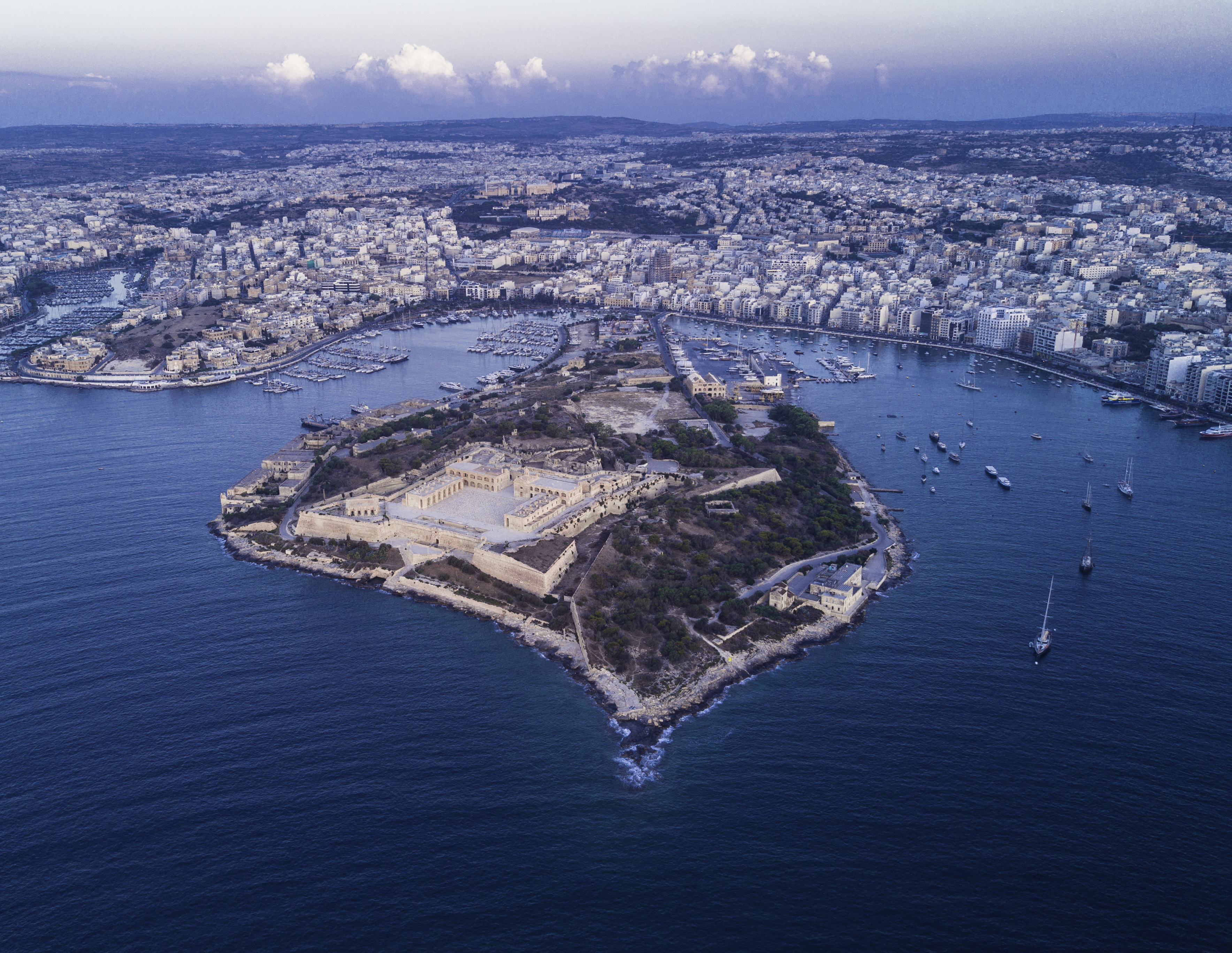
Vue aérienne de l'île Manoel, dans le port de port de Marsamxett

- XVIIe siècle : la guerre de course est l'activité principale de Malte, devenu un État corsaire[13] et un marché aux esclaves très actif[20].

- première moitié du XVIIe siècle : environ 42 000 habitants[13].
- 1643 : construction d'un lazaret sur l'île Manoel dans le port de Marsamxett[14],[19].
- 1675-1676 : grave épidémie de peste à Malte, la population diminue jusqu'à 36 000 habitants. Reprise démographique  ensuite[13].
- 1681 : environ 49 000 habitants[13].

## XVIIIesiècle
- 6 novembre 1723 : publication d'une pragmatique douanière, qui établit des mesures protectionnistes mais qui favorise la fonction de plaque tournante des marchandises de Malte en taxant peu les marchandises en transit[14].
- XVIIIe siècle : Grâce à cette réglementation, Malte devient un grand centre d'échanges de marchandises et connaît un essor économique[14].
- 12 juin 1798 : prise de Malte par les Français[21],[22],[9],[23], ce qui correspond aux aspirations d'une partie de la population, mais les Français deviennent vite impopulaires[22].
- 2 septembre 1798 : début du blocus britannique de Malte[21].
- 4 septembre 1800 : conquête de Malte par les Anglais[21],[22].

## XIXesiècle
- 25 mars 1802 : paix d'Amiens, qui prévoit la restitution de Malte à l'Ordre de Malte[24].
- 15 juin 1802 : à l'initiative des Britanniques, le congrès national maltais reconnaît le roi de Grande-Bretagne comme souverain de Malte, conservée par les Britanniques[24].
- 30 mai 1814 : traité de Paris : Malte est officiellement possession britannique[25] et devient ensuite le cœur du dispositif militaire britannique en Méditerranée[9].
- 9 juin 1815 : acte final du congrès de Vienne, qui réaffirme la domination britannique sur Malte[25].
- 1822 : Congrès de Vérone : l'Ordre de Malte renonce officiellement à toute prétention sur Malte[25].
- 1839 : introduction de la liberté de la presse[25],[26].
- 1849 : Constitution qui prévoit des élus au suffrage censitaire[25].
- 1880 : fondation du Parti nationaliste (Partit  Nazzjonalista, PN)[26].
- 1883 : suffrage universel masculin[26].
- 1887 : nouvelle Constitution plus libérale[25].

## XXesiècle
- 1921 : gouvernement autonome et deux Chambres[25],
- 18 et 19 octobre 1921 : premières élections générales.
- 1921 : fondation du parti travailliste (Partit Laburista, PL)[26].
- 9 et 10 juin 1924 : élections générales.
- 1927 : élections générales.
- 1932 : élections générales.
- 1934 : L'italien perd son statut de la langue officielle, au profit de l'anglais et du maltais. Le gouvernement officialise l'usage de l'alphabet latin pour écrire la langue maltaise (issue d'un dialecte arabe avec des influences italienne et anglaise)[7].
- 1936 : la Grande-Bretagne suspend la constitution de Malte et l'administre directement[25].
- 22 et 24 juillet 1939 : élections générales.

- juin 1940- mai 1943 : siège de Malte par les forces de l'Axe[27].
- 27 juin 1940 - 27 juillet 1940 : 80 raids aériens italiens sur Malte[27].

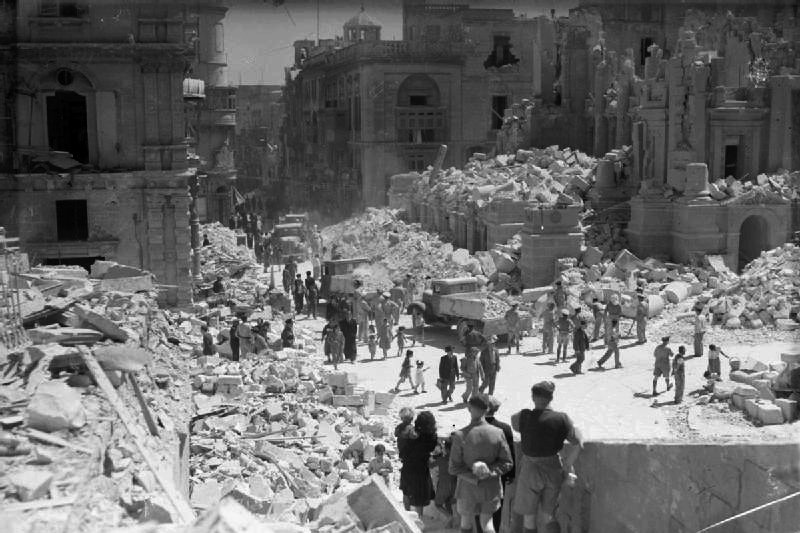
Destructions par des bombardements à Malte, 1er mai 1942.

- à partir d'août 1941 : instauration du rationnement, dans une situation de pénurie alimentaire très grave, les Britanniques parvenant très difficilement à forcer le blocus allemand[27].
- 1942 : bombardements aériens quasi-quotidiens[27].
- avril 1943 : Pour récompenser son courage, Malte reçoit la Croix de George, qui figure toujours sur son drapeau[27].
- 13 mai 1943 : levée du siège, à la suite de la défaite de l'Axe en Tunisie[27].
- 1945 : élections générales.
- 1946 : droit de vote des femmes[26].
- 1947 : nouvelle Constitution : gouvernement autonome avec un Parlement monocaméral[25].
- 25 et 27 octobre 1947 : élections générales.
- 2 et 4 septembre 1950 : élections générales.
- 5 et 7 mai 1951  : élections générales.
- 12 et 14 décembre 1953 : élections générales.
- 26 et 28 février 1955 : élections générales.
- 17 et 19 février 1962 : élections générales.
- 21 septembre 1964 : indépendance de Malte[25],[26] et adoption de sa constitution.
- décembre 1964 : admission de Malte à l'Organisation des Nations unies[26], à la suite de la résolution 196 du Conseil de sécurité des Nations unies.
- 7 avril 1965 : Malte intègre le Conseil de l'Europe[25].
- 26 et 28 mars 1966 : élections générales.
- 12 et 14 juin 1971 : élections générales.

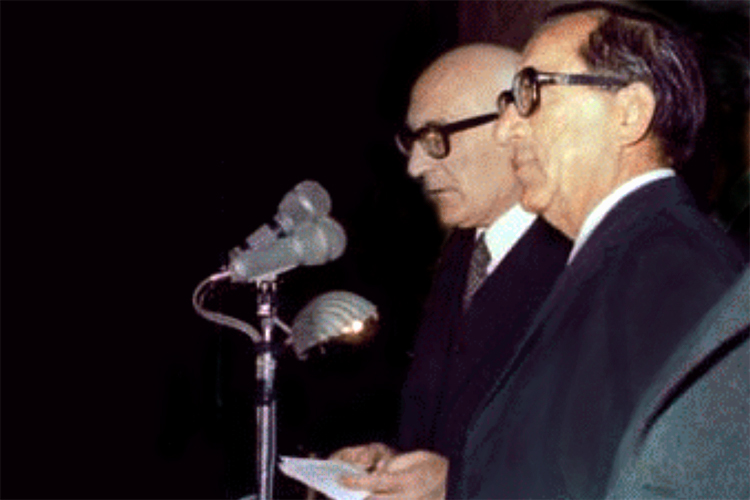
Proclamation de la République le 13 décembre 1974 au balcon du palais à La Valette par Anthony Mamo et Dom Mintoff.

- 13 décembre 1974 : Malte devient une république[25],[26], qui rompt tout lien avec la Couronne britannique tout en  restant dans le Commonwealth[25].
- 17 et 18 septembre 1976  : élections générales.
- 31 mars 1979 : départ des derniers soldats britanniques[25].
- années 1980 : développement du tourisme balnéaire, de croisière et culturel international (surtout britannique), qui devient un des piliers de l'économie[28],[29].
- 12 décembre 1981 : élections générales : victoire du parti travailliste[30].
- 9 mai 1987 : élections générales : victoire du parti nationaliste, la première depuis 1966. Edward Fenech Adami devient premier ministre[31].
- 16 juillet 1990 : Malte dépose sa candidature à l'entrée dans la Communauté économique européenne[25],[32].
- 22 février 1992 : élections générales.
- 26 octobre 1996 : élections générales.
- 5 septembre 1998 : élections générales.
- 5 décembre 1998 : Malte concède pour 99 ans à l'Ordre de Malte la pleine souveraineté sur le fort Saint-Ange[24].
- fin du XXe siècle : le bilinguisme maltais-anglais est quasi-généralisé, le trilinguisme maltais-anglais-italien est fréquent[7].

## XXIesiècle

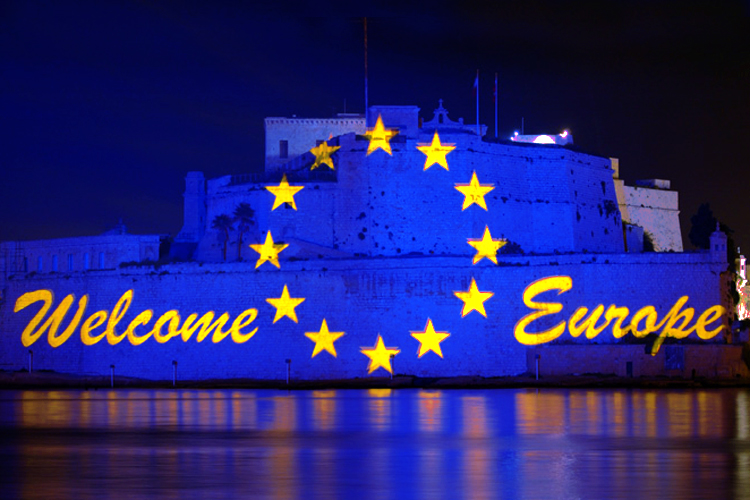
Entrée de Malte dans l'Union européenne le 1 mai 2004. Son et lumière au fort Sant Angelo à Il-Birgu.

- 8 mars 2003 : référendum maltais sur l'adhésion à l'Union européenne, dont le résultat est favorable à 53% à l'adhésion à l'Union européenne[26].
- 12 avril 2003 : élections générales.
- 1er mai 2004 : Au terme de la procédure d'adhésion, Malte entre dans l'Union européenne, en application du Traité d'Athènes[32],[33].
- 2007 : Malte entre dans l'espace Schengen[33].
- 1er janvier 2008 : Malte intègre la zone euro, en même temps que Chypre[34].
- 8 mars 2008 : élections générales.
- 12 avril 2013 : élections générales : victoire du parti travailliste.
- 1er janvier - 30 juin 2017 : présidence maltaise du Conseil de l'Union européenne.
- mai 2017 : Malta Files, révélation d'un scandale financer d'évasion fiscale à Malte[35].
- 3 juin 2017 : élections générales : victoire du parti travailliste, qui conserve sa majorité absolue. Son dirigeant Joseph Muscat reste premier ministre[36].
- 12 juillet 2017 : légalisation du mariage de personnes de même sexe[37],[38].
- 2018 : Malte devient observateur de l'Organisation internationale de la francophonie[39].
- 7 mars 2020 : premier cas de Covid-19 à Malte[40].
- 26 mars 2022 : élections générales : victoire du parti travailliste, qui conserve sa majorité absolue. Son dirigeant Robert Abela reste premier ministre[41].